# Franco (filatelie)
Franco este un termen prin care se arată că taxele de transport ale unei trimiteri poștale au fost achitate anticipat de către expeditor. În perioada prefilatelică și clasică, corespondenței poștale i se aplicau ștampile sau etichete cu indicația „franco”. În România, indicațiile franco au fost folosite în perioada prefilatelică, pentru anularea mărcilor poștale „Cap de bour”, cu ștampile asemănătoare cu caractere chirilice, iar din anul 1859 cu caractere latine. 
Indicația franco mai poate fi întâlnită pe alte emisiuni poștale din România și din alte țări. În România figurează pe emisiunile „Principatele Unite” (1862-1864), „Cuza” (1865). 
Pe vinietele emise în perioada 1911-1962 de Poșta elvețiană apare mențiunea franco tipărită sau ștampilată, pentru scutirea de taxe a autorităților și instituțiilor care beneficiau de transport poștal gratuit. În lipsa acestei mențiuni, poșta aplica o vinietă „franco” pe care o anula cu ștampilă de loc și dată. Acest tip de mărci poștale figurează în cataloagele mari  la capitolul „Mărci poștale scutite de taxă”.
|                             |                       |                         |                         |                      |
| Prima marcă poștală germană | Marcă poștală germană | Marcă poștală elvețiană | Marcă poștală elvețiană | „Cap de bour” (1862) |